# Lac Tal
Pour l’article ayant un titre homophone, voir Lac Taal.
Pour les articles homonymes, voir Tal.
Le lac Tal (mongol cyrillique : Тал Нуур translit. Tal Nuur) est un lac de Mongolie, situé dans la province occidentale kazakhe de Bayan-Ölgii.